# Алес Адамович
Александър (Алес) Адамович (на беларуски: Аляксандр (Алесь) Міхайлавіч Адамовіч; роден на 3 септември 1927 г. в село Конючи в Минска област, Беларуска ССР; † 26 януари 1994 г. в Москва, Русия) е беларуски писател, критик и литературовед.

## Биография
Адамович се бие в партизански части срещу Вермахта в Бабруйска област през 1943 – 1944 г. Той си проправя път зад фронтовата линия сам и живее в района на Алтай до края на войната. През 1987 г. става директор на Института по кинематография в Москва. От 1989 г. е член на беларуския ПЕН клуб.
След войната учи от 1945 до 1950 г. във Филологическия факултет на Беларуския държавен университет в Минск и след това преподава беларуска литература там и от 1964 до 1966 г. в Държавния университет „Ломоносов“ в Москва. Адамович също така няколко пъти е бил научен сътрудник и ръководител на литературния отдел в Академията на науките на БССР. През 1982 г. Адамович участва в 38-ата сесия на Общото събрание на ООН като член на беларуската делегация.
От 1950 г. Адамович многократно се появява със собствени публикации: романи, разкази, многократно филмирани сценарии, литературни произведения и рецензии. Пише на руски и беларуски. Особена известност придобиват някои негови собствени прозаични произведения, както и документалните произведения, в които той позволява на съвременните свидетели да кажат думата си. Литературният метод на последния вдъхновява не на последно място носителката на Нобелова награда Светлана Алексиевич.
През 1988 г. Адамович е един от членовете учредители на правозащитната организация „Мемориал“ и Партията на БНФ. Той също е народен депутат на СССР и се бори за независимостта на Беларус.

## Алес Адамович на български
- Адамович, Алексзндър. Хатинска повест.   София, Народна култура, 1975. с. 216.
- Адамович, Алес. Асия; Последен отпуск.   Пловдив, Христо Г. Данов, 1977. с. 149.
- Алес Адамович, Янка Брил, Владимир Калесник. От изгореното село съм....   Москва, София, Прогрес, 1980. с. 462.
- Алес Адамович, Даниил Гранин. Блокадна книга.   София, Партиздат, 1981. с. 363.
- Адамович, Алес. Наказателните отряди.   София, Военно издателство, 1984. с. 208.
- Адамович, Алес. Няма нищо по-важно.   София, Партиздат, Радуга, 1989. с. 367.
- Адамович, Алес. Партизани.   Варна, Георги Бакалов, 1989. с. 650.

## В киното
- Иди и виж, режисьор Елем Климов, по Хатинска повест (1985)